# George Grosz
George Grosz (Berlijn, 26 juli 1893 – aldaar, 6 juli 1959), geboren als Georg Ehrenfried Groß, was een Duitse schilder en graficus.

## Biografie
Zijn ouders waren vrome Lutheranen en zijn vader was uitbater van een café. Grosz groeide op in de Pommerse stad Stolp (Słupsk). Zijn moeder baatte de lokale officiersmess uit nadat zijn vader in 1901 was overleden. Op aandringen van zijn neef, startte de jonge Grosz met een wekelijkse tekenles bij de lokale schilder Grot. Grosz ontwikkelde zijn vaardigheden verder door het maken van nauwgezette kopieën van scènes van Eduard von Grützner en door het tekenen van ingebeelde gevechtsscènes. Van 1909 tot 1911 studeerde hij aan de Kunstakademie in Dresden, waar Richard Müller, Robert Sterl, Raphael Wehle en Osmar Schindler zijn leraren waren. Daarna studeerde hij aan de school van het Kunstgewerbemuseum in Berlijn onder Emil Orlík
Grosz meldde zich in 1914 als oorlogsvrijwilliger maar werd in mei 1915 ongeschikt verklaard voor de militaire dienst. Hierna ontwikkelde hij zich tot pacifist. Hij stelde op karikaturale wijze het militarisme, de schijnheilige burgerlijke moraal en de ontreddering in de grootstedelijke samenleving aan de kaak. Omstreeks 1920 was hij betrokken bij het Berlijnse dadaïsme, waarvoor hij onder meer maatschappijkritische en politieke collages maakte. Hij was enkele jaren lid van de communistische partij KPD.
In reeksen lithografieën als Ecce Homo toonde hij de schrijnende contrasten in de Weimarrepubliek: vette burgers en werklozen, rechters en prostituees, priesters en moordenaars, generaals en arme soldaten. De stijl is elementair en bijtend. Onder invloed van het kubisme bracht hij zowel in zijn grafisch werk als op zijn schilderijen diverse kleine taferelen op een plat vlak samen, om een beeld te geven van het pandemonium van zijn tijd. Vanwege het nietsontziende realisme wordt zijn werk tot de Nieuwe Zakelijkheid gerekend.
In 1932 was Grosz al geëmigreerd naar de Verenigde Staten, waar hij rustiger en conventioneler werk maakte. Het meest interessant in deze periode zijn apocalyptische visioenen van nazi-Duitsland tijdens de Tweede Wereldoorlog, beïnvloed door Jeroen Bosch en Pieter Breughel. Ook maakte hij een aantal schilderijen met dunne mannetjes, de zogenaamde "stickmen".

## Werk
Metropolis uit 1917 is zijn bekendste werk, waarin hij de drukte van de stad toont in felle rode kleuren en veel beweging. Ondanks dat Grosz in Berlijn woonde, gebruikte hij New York als inspiratiebron voor dit schilderij. Het werk werd in 1925 tentoongesteld tijdens de inaugurele tentoonstelling van de Nieuwe Zakelijkheid, waardoor het bekend werd bij een groot publiek. De nazi's stelden dit werk later, in 1937, tentoon als entartete Kunst op een grote tentoonstelling in München. Tegenwoordig is het schilderij te zien in het Museo Thyssen-Bornemisza in Madrid.
Grosz werd gerechtelijk vervolgd wegens godslastering, onder meer omdat hij in Ecce Homo een Christus aan het kruis had afgebeeld die een gasmasker droeg.